# Organo vomeronasale

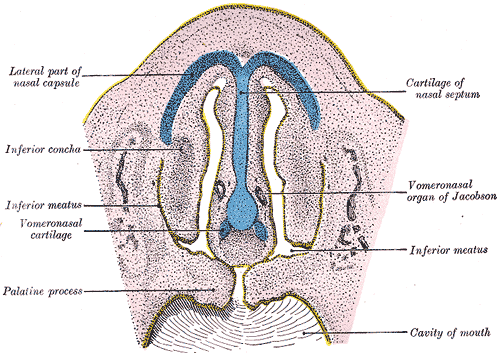
Organo vomeronasale.

L'organo vomeronasale (VNO), o Organo di Jacobson, è un organo di senso olfattorio ausiliario che si trova in molti animali. Fu scoperto da Frederik Ruysch e successivamente da Ludwig Jacobson nel 1813. È l'organo coinvolto nel fenomeno del flehmen nei mammiferi.
L'organo vomeronasale è principalmente utilizzato per captare feromoni, messaggeri chimici che trasmettono informazioni tra individui della stessa specie.
La sua presenza in molti animali è stata ampiamente studiata e l'importanza del sistema vomeronasale per la riproduzione e il comportamento sociale è stata dimostrata in molti studi, mentre la sua presenza e funzionalità negli esseri umani è controversa, anche se la maggior parte degli studi concorda sul fatto che questo organo regredisca durante lo sviluppo fetale.
Un certo grado di comunicazione chimica sembra avvenire anche tra gli umani, ma questo non implica necessariamente che il loro organo vomeronasale sia funzionale.